# Genexpression
Genexpression, kurz Expression oder Exprimierung (von lateinisch exprimere „ausdrücken“), bezeichnet im weiten Sinn, wie ein Gen (eine bestimmte genetische Information) zum Ausdruck kommt und in Erscheinung tritt. Durch Genexpression wird der Genotyp eines Organismus oder einer Zelle als Phänotyp ausgeprägt. Im engeren Sinn ist Genexpression die Biosynthese von Proteinen auf Grund spezifischer genetischer Information (siehe Proteinbiosynthese). Der Begriff umfasst alle dafür nötigen vorangehenden Prozesse, die mit der Transkription eines DNA-Abschnittes als Synthese von RNA beginnen.
Die unterschiedliche Genexpression ist bei (genetisch gleichen) eineiigen Zwillingen eine Ursache ihrer geringfügig verschiedenen Phänotypen. Bei genetisch verschiedenen Individuen basieren die Unterschiede im Phänotyp neben der Modifikation vor allem auf Abweichungen im Genom. Die zeitlichen und räumlichen Unterschiede der Genexpression werden als spatiotemporale Genexpression bezeichnet.

## Ablauf
Die Transkription ist die Synthese von RNA durch RNA-Polymerasen nach der DNA-Vorlage. Die für Proteine codierenden RNA-Stränge werden messenger RNA (mRNA) genannt. Bei Eukaryoten entstehen diese im Zellkern aus dem primären nukleären Transkript durch RNA-Prozessierung. Außer möglicher RNA-Interferenz und neben eventuellem RNA-Editing zählt hierzu das Spleißen sowie das Hinzufügen einer Cap-Struktur und eines Poly(A)-Schwanzes vor dem Kernexport. Die folgende Translation ist die Synthese eines Proteins durch Ribosomen im Cytoplasma anhand der vorliegenden mRNA. Die Basensequenz der mRNA wird dabei mithilfe von transfer RNA (tRNA) übersetzt in die codierte Aminosäuresequenz der erzeugten Polypeptidkette, welche durch Proteinfaltung die native dreidimensionale Proteinstruktur gewinnt. In der Regel werden Proteine noch posttranslational modifiziert.
Allgemeine sowie zell- und entwicklungsspezifische an DNA bindende Transkriptionsfaktoren regulieren die Transkription. Voraussetzung hierfür ist die Zugänglichkeit der Loci. Da die DNA nicht nackt, sondern verpackt, gewickelt und gefaltet vorliegt, kann infolge dichter Chromatin-Struktur ein Gen unzugänglich sein (Heterochromatin) oder durch Veränderung von Chromatinproteinen der Transkription mehr oder weniger entzogen werden. Derart ist eine transkriptionelle Regulation der Genexpression auch epigenetisch möglich.
Zu den posttranskriptionellen Faktoren gehören die Stabilität der mRNA, deren Lokalisation und ihr Abbau, zu den translationalen die Initiation und Elongation an den Ribosomen sowie die Verfügbarkeit an (beladener) tRNA, während die Stabilität der gebildeten Proteine, deren Wechselwirkungen und eventuelle darüber rückgekoppelte Prozesse die Genexpression dann posttranslational beeinflussen.

## Regulation
Generell kann eine Regulation der Genexpression auf verschiedenen Stufen stattfinden. Dabei können – insbesondere bei Eukaryoten – die genannten Prinzipien miteinander in Wechselwirkung treten und so im Zusammenspiel von Genetik und Epigenetik noch komplexere Regulationsmechanismen bilden.
Einige Gene unterliegen keiner derartigen Regulation und werden unabhängig von Zelltyp, Zellstadium und Wachstumsbedingungen dauerhaft gleichmäßig exprimiert. Diese Gene werden konstitutiv exprimiert, hierzu gehören unter anderem viele Housekeeping-Gene. Die von ihnen codierten konstitutiven Enzyme halten die grundlegenden Funktionen einer Zelle aufrecht.

## Analyse
Eine Vielzahl molekularbiologischer Experimente erlaubt es, die Expression, also die relative oder absolute RNA-Menge, in einer Zelle, einem Gewebe oder einem Entwicklungsstadium zu untersuchen. Hierzu gehören die Northern-Blot-Analyse, die quantitative Reverse Transkriptase-Polymerase-Kettenreaktion (qRT-PCR), der RNase Protection Assay und die In-situ-Hybridisierung. Diese Methoden werden zum Nachweis eines oder weniger Transkripte eingesetzt. Dabei ermöglicht es die In-situ-Hybridisierung mit radioaktiven, mit Digoxigenin-markierten oder mit fluoreszierenden antisense-RNA-Proben die räumliche Transkriptverteilung zu untersuchen. Beabsichtigt man ein großes Spektrum, oder alle RNAs in einer Probe zu bestimmen, spricht man von Transkriptomik. Hierunter fällt die DNA-Chip-Technologie (synonym DNA-Microarray), mit der eine große Zahl zuvor identifizierter Transkripte parallel quantifiziert werden kann. Mit der seriellen Analyse der Genexpression (SAGE, von engl. Serial Analysis of Gene Expression) gibt es eine effektive Methode zur Identifizierung von kurzen cDNA-Fragmenten, sogenannten tags, die mittels des Enzyms Reverse Transkriptase aus mRNA-Molekülen gewonnen wurden. Die neueste Alternative ist die "Gesamt-Transkriptom-Shotgun-Sequenzierung", auch RNA-Seq genannt, die hohe Ansprüche an die bioinformatische Auswertung stellt.
Für den Nachweis der bekannten Proteine benötigt man spezifische Antikörper, die in verschiedenen Immunassays eingesetzt werden. So erlaubt die Western-Blot-Analyse Aussagen über die relative Menge und die Größe der zu untersuchenden Proteine. Für quantitative Untersuchungen eignen sich der Enzyme-linked Immunosorbent Assay (ELISA) und der Radioimmunassay. Für den Hochdurchsatz wurden Protein-Microarrays, auch Biochips genannt, entwickelt. Sie erlauben die parallele Analyse einer Vielzahl von Proteinen in einer geringen Menge biologischen Probenmaterials. Mit immunhistochemischen und immuncytochemischen Untersuchungen wird die räumliche Verteilung von Proteinen untersucht. Analog zum Transkriptom gibt es auch den Versuch das Proteom von Zellen darzustellen. Die Herausforderungen an die sich schnell entwickelnde Proteomik sind aber, auch weil die Zahl der verschiedenen Proteine einer Zelle die der Gene um ein Vielfaches übersteigt, viel größer. Wichtigste Nachweisgeräte sind Massenspektrometer, die immer präziser, sensitiver und schneller werden.